# Amphipyra submicans
Amphipyra submicans là một loài bướm đêm trong họ Noctuidae.